# Rafael del Águila Tejerina
Rafael del Águila Tejerina (Madrid, 1953-Madrid, 13 de enero de 2009) fue un catedrático y politólogo español.

## Biografía
Nacido en Madrid en 1953, fue hijo de Rafael del Águila Goicoechea. Doctorado en Ciencias Políticas por la Universidad Autónoma de Madrid en 1979 (tesis:En torno al concepto de ideología: ideología y pensamiento encubridor en José Antonio Primo de Rivera).
Ocupó la cátedra de Ciencia Política en la Universidad Autónoma de Madrid y fue director del Centro de Teoría Política desde su fundación. Especialista en Teoría Política, su especialidad era Maquiavelo y la política renacentista.
Entre sus obras se encuentran títulos como Manual de Ciencia Política (1997); La senda del mal. Política y razón de Estado (2000); Sócrates furioso: el pensador y la ciudad (finalista del premio Anagrama de ensayo 2004); La república de Maquiavelo (2006) y Crítica de las Ideologías (2008).